# Friedrich Hermann
 Ikke at forveksle med Friedrich von Hermann.
Friedrich Valentin Hermann (født 1. februar 1828 i Frankfurt am Main, død 27. september 1907 i Leipzig) var en tysk violinist og komponist. 
Hermann studerede ved Leipzig-konservatoriet fra november 1843. Han var discipel af violinisten Ferdinand David samt af Moritz Hauptmann, Niels Wilhelm Gade og Felix Mendelssohn. Konservatoriet var blevet grundlagt samme år. Hermann udviklede sig hurtig til en betydelig kunstner på sit instrument, men kastede sig særlig over lærergerningen (ved Leipzig-konservatoriet) og skaffede sig som sådan et anset navn. Også uden for Tyskland blev han kendt som den fortjenstfulde udgiver af en Violinskole og af største delen af den på Peters forlag udkomne klassiske violinmusik.